# Здвиженська церква (Чекно)
Споруда розташована у с. Чекно (Межиріччя) Ярославицької сільради Млинівського району Рівненської області

## Історія
У селі Чекно була споруджена дерев'яна церква, що простояла до XVIII ст. Власник села поміщик граф Соболевський надав кошти на будівництво мурованого барокового дводільного храму, чия планувальна структура ближча до костелу.
Церква була закрита у післявоєнний час після входження Млинівщини до складу СРСР. У 1963 було часткоао демонтовано покриття, оздоблення. У 1992 розроблено проект реставрації церкви з відновлення її первісного вигляду. Через значну вартість ремонту покрівель, склепінь, декору, вікон, дверей проект не реалізовано до середини 2100-х (????) років.

### Церква
Церква "Воздвиження Чесного Хреста" складається з прямокутного нефу і набагато вужчого низького квадратного пребістерію. По периметру нефу обрамлена розкріпованим антаблементом з багато профільованим карнизом, опертим на пілястрах іонічного ордеру. Бічні південний і північний фасади нефу пілястри розчленовують на три прясла, чиї площини обрамлено лізенами і вгорі прорізано прямокутними віконними прорізами. Вікна зовні мають підвіконні карнизи і плоске обрамлення з невеликим лучковим сандриком. Всередині вікна отримали профільоване обрамлення. Симетричний чільний західний фасад ділить розкрепований антаблемент на два яруси. Нижній пілястри членують на три площини, бічні з яких декоровано лізенами, а центральна з нижнім прямокутним прорізом дверей з фігурним обрамленням і верхнім віконним, обрамлення якого повторює обрамлення вікон бічних фасадів. У верхньому ярусі центральну площину з плоскою нішею обрамлено пілястрими і увінчано трикутним фронтоном. Бічні площини перекрито трикутними аттиками.
Низький пресбітерій увінчано розкрепованим антаблементом, опертим на наріжні пілястри. У його бічних стінах встановлено низькі вікна з обрамленням аналогічним обрамленню вікон нефу. Пресбітерій перекрито купольним сплюснутим склепінням.
У інтер'єрі неф був перекритий плоскою стелею, а стіни декоровані вгорі розвиненим карнізом та розчленовані пілястрами йонічного ордеру з капітелями. Дахи покривали двосхилі дахи з сигнатуркою.
Будова занесена до Реєстру пам'яток місцевого значення за номером 209-Рв.